# Agripa Cástor
Agripa Cástor (o Agrippa Castor) fue identificado como el "más antiguo escritor en la historia contra las herejías y aparentemente es el único en escribir un libro únicamente dedicado a la refutación de Basílides". Poco se sabe de él, aparte de algunos pasajes citados como referencia en obras antiguas.

## Vida y obras
Agripa Cástor era conocido tanto por Eusebio de Cesarea cuanto por Jerónimo de Estridón como un autor que providenciaba la crítica a Basílides (c. 132 d. C.) y sus veinticuatro libros de "Exegética". Eusebio de Cesarea lo menciona dentro de la narrativa sobre la "sucesión" inicial de escuelas gnósticas en su Historia eclesiástica, pero no transcribe ningún detalle de su vida. Según él, Agripa acusó a Basilides de enseñar que no hay problema en comer la carne ofertada a los ídolos y que no habría reservas para renunciar a la fe en tiempos de persecución.
Agripa fue uno de los biografados de san Jerónimo en De Viris Illustribus (capítulo 21), donde afirma que Agripa murió en Alejandría durante el reinado del emperador Adriano. Además de eso, Jerónimo afirma que Abraxas era el Dios supremo de Basílides, que veía en el nombre una relación numerológica con el año griego.